# L'ombra bianca
L'ombra bianca (The White Shadow) è un film muto del 1924 diretto da Graham Cutts.

## Trama
Un giovanotto americano incontra due sorelle gemelle, Nancy e Georgina Brent, una identica all'altra: una è un angelo, l'altra una donna perfida.

## Produzione
Il film fu prodotto dalla Balcon, Freedman & Saville, una piccola compagnia creata da Saville e Balcon che, tra il 1923 e il 1924, produsse tre film. Venne girato negli studi londinesi di Islington.

## Distribuzione
Il film - con il titolo White Shadows - fu distribuito negli Stati Uniti il 5 maggio 1924 dalla Lewis J. Selznick Enterprises. Fu presentato a Los Angeles il 12 luglio. Nel Regno Unito, uscì il 13 ottobre 1924 con il titolo originale The White Shadow, distribuito dalla Woolf & Freedman Film Service e dalla Suomi-Filmi in Finlandia - come Valkoinen varjo - il 4 aprile 1926.
Per lungo tempo si è pensato che la pellicola, considerata il primo lavoro di Alfred Hitchcock, fosse andata perduta; tuttavia nell'agosto 2011 sono state rinvenute presso il New Zealand Film Archive in Nuova Zelanda le prime tre delle sei bobine di cui era composto il film. Per la presentazione in anteprima mondiale dei trenta minuti ritrovati, il film è stato proiettato il 7 ottobre 2011 nell'ambito delle Giornate del Cinema Muto di Pordenone, in programma tra 1º ed 8 ottobre 2011.